# أنتوني إلميكر روبرتس
أنتوني إلميكر روبرتس (29 أكتوبر 1803-23 يناير 1885)، سياسي أمريكي، وعضو في مجلس النواب الأمريكي منذ عام 1855 حتى عام 1859، وهو إبطالي (مؤيد لإلغاء الاسترقاق) وشريك مقرب من ثاديوس ستيفنز.

## بداية حياته
ولد أنتوني إلميكر روبرتس بالقرب من محطة بارنستون في مقاطعة تشيستر، بنسلفانيا. كان ابن جون روبرتس وماري إلميكر. انتقلت عائلته إلى مقاطعة لانكستر في عام 1804. تلقى روبرتس أثناء نشأته التعليم المحدود المتاح من المدرسة المشتركة المحلية. بدأ روبرتس في سن الثالثة عشرة، في عام 1816، العمل لدى عمه إسحاق إلميكر كموظف في متجر إسحاق الريفي في نيو هولاند؛ وفي سن العشرين، حصل أنتوني على حصة في ملكية المتجر، واستمر في العمل حتى عام 1839.

## بداية مسيرته المهنية السياسية
في 8 أكتوبر 1839، تم انتخاب روبرتس على قائمة الحزب الديمقراطي المناهض للماسونية، ليكون عمدةً لمقاطعة لانكستر. انتقل بعد ذلك إلى لانكستر سيتي، حيث خدم فترة ولايته لمدة ثلاث سنوات كشريف (عمدة للمنطقة) منذ 1839 حتى 1842. ترشح روبرتس في خريف عام 1843 لمقعد في المؤتمر الثامن والعشرين في قائمة الحزب المناهض للماسونية، لكنه هزم من قبل مرشح الحزب اليميني، جيرمايا براون. في 16 مايو 1850، عين الرئيس الأمريكي زاكاري تايلور، روبرتس في منصب مارشال الولايات المتحدة للمنطقة الشرقية من ولاية بنسلفانيا، وهو المنصب الذي شغله حتى 29 مايو 1853.

## المقاومة في كريستيانا

### الحادث
بعد بضعة أشهر فقط من تعيين روبرتس مارشالًا، أصدر كونغرس الولايات المتحدة قانون الرقيق الهارب كجزء من تسوية عام 1850. وضع القانون روبرتس في موقف صعب باعتباره مارشالًا وإبطاليًا (من دعاة إلغاء الاسترقاق) أيضًا، لأنه كان من المتوقع منه إما أن ينفذ القوانين التي تعزز عودة العبيد الهاربين إلى الجنوب أو أن يخاطر بغرامة قدرها ألف دولار أمريكي لكل حادث.
بعد العديد من الحوادث المتوترة في الشمال بين المجتمعات المحلية التي تؤوي العبيد الهاربين ومالكي العبيد الجنوبيين الذين يسعون لاستعادة «ممتلكاتهم». وقعت حادثة سفكت فيها الدماء: في 11 سبتمبر 1851، جاء إدوارد غورسوش، مالك عبيد في ولاية ماريلاند، إلى كريستيانا في مقاطعة لانكستر لاستعادة عبد هارب يدعى نيلسون فورد. شكلت مجموعة من العبيد الهاربين في كريستيانا، برئاسة ويليام باركر، مجموعة أهلية لحماية بعضهم البعض من أي محاولات من قبل مالكي العبيد الجنوبيين لاستعبادهم مرة أخرى.
سرعان ما علم إدوارد غورسوش أن عبده السابق كان يقيم مع ويليام باركر. ذهب إلى منزل ويليام باركر مع مجموعة صغيرة لاستعادة العبد الذي ادعى أنه يمتلكه. أطلق العبيد الهاربون، بقيادة ويليام باركر، إنذارًا استدعوا فيه سود آخرين بالإضافة إلى بعض الإبطاليين المحليين البيض. عندما تقدم إدوارد غورسوش لاستعادة «ممتلكاته»، قاد ويليام باركر مقاومة فعالة، واندلعت معركة صغيرة. بعد ساعة واحدة انتهى الحادث وتوفي غورسوش.
بعد يومين، ذهب أنتوني روبرتس إلى مكان الحادث مع مفرزة من شرطة فيلادلفيا. قُبض على أولئك الذين شاركوا في المقاومة، بما في ذلك المتفرجين البيض، ومحاكمتهم بتهمة الخيانة، بدءًا من كاستنر هانواي، وهو رجل أبيض لم يكن كويكر ولكنه كان متعاطفًا مع أفكار كويكر. تولى ثاديوس ستيفنز القضية كمحامي دفاع، بينما كان روبرتس مسؤولًا عن إبقاء من هم قيد المحاكمة في الحجز.